# Église Sainte-Benoîte de Lerzy
L'église Sainte-Benoîte de Lerzy est une église fortifiée qui se dresse sur la commune de Lerzy dans le département de l'Aisne en région Hauts-de-France.

## Situation
L'église Sainte-Benoîte de Lerzy est située dans le département français de l'Aisne sur la commune de Lerzy, proche des villes de La Capelle et Vervins.

## Description
L'église Sainte-Benoîte de Lerzy possède un nef pseudo-basilical de trois vaisseaux, un clocher, une grosse tour carrée, flanqué dans les angles nord-ouest et sud-ouest de deux tourelles circulaires.

## Histoire
Cette église fut construite au XVIe siècle dans sa forme actuelle, et son clocher datant de la fin du XIIe siècle, c'est-à-dire du Moyen Âge, a été inscrit aux monuments historiques par arrêté du 3 février 1928.

### L'incendie de mars 2014

#### La destruction par les flammes
Dans la nuit du 11 au 12 mars 2014, un incendie a gravement détruit cet édifice, mis à part le clocher. Il a été établi après investigations que c'est à la suite d'un chalumeau non éteint lors du départ d'un ouvrier couvreur effectuant des travaux d'entretien sur la charpente en bois que le feu aurait démarré.

#### La reconstruction
Le reste de l'église menaçant de s'effondrer, une consolidation a alors eu lieu avec pose de tréteaux et mise en place d'un échafaudage couvrant entièrement l'église. Le mobilier et les œuvres de valeur (statues, vitraux) ont également été mis en sécurité.
Le chantier de restauration n'a alors véritablement commencé qu'en juin 2016, le temps de trouver les 3 millions d'euros nécessaires, provenant des monuments historiques, du village (150 000 euros), des donateurs et des assurances (2,3 millions d'euros). La fin du chantier et la réouverture au public devraient normalement avoir lieu en 2018.

La nouvelle charpente en bois a été posée fin 2016 et sa couverture en ardoise a été effectuée début 2017.
La restauration de l'église a permis de mettre au jour des fresques du Moyen Âge qui pourraient dater du XIIIe siècle

## Photos

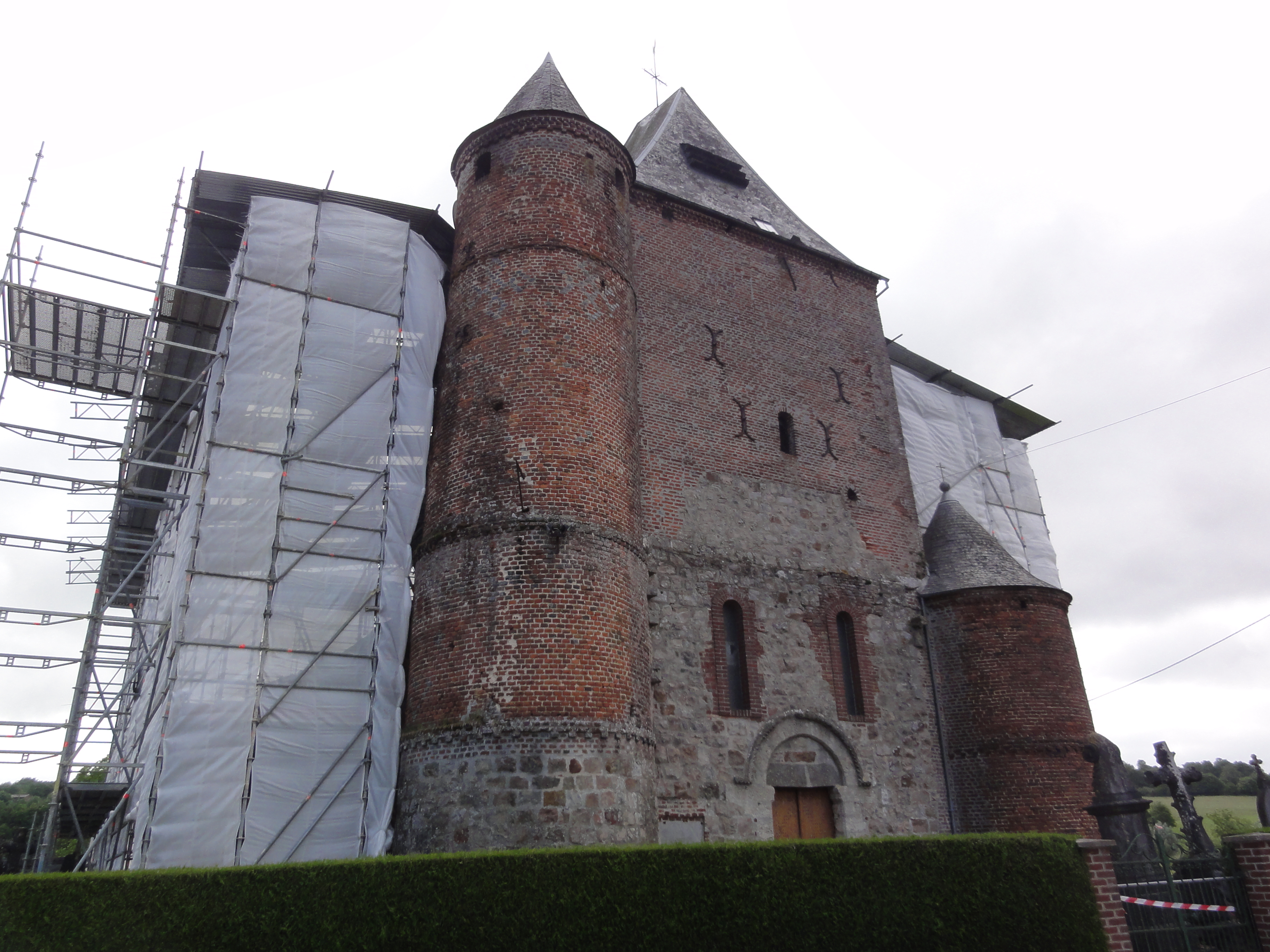
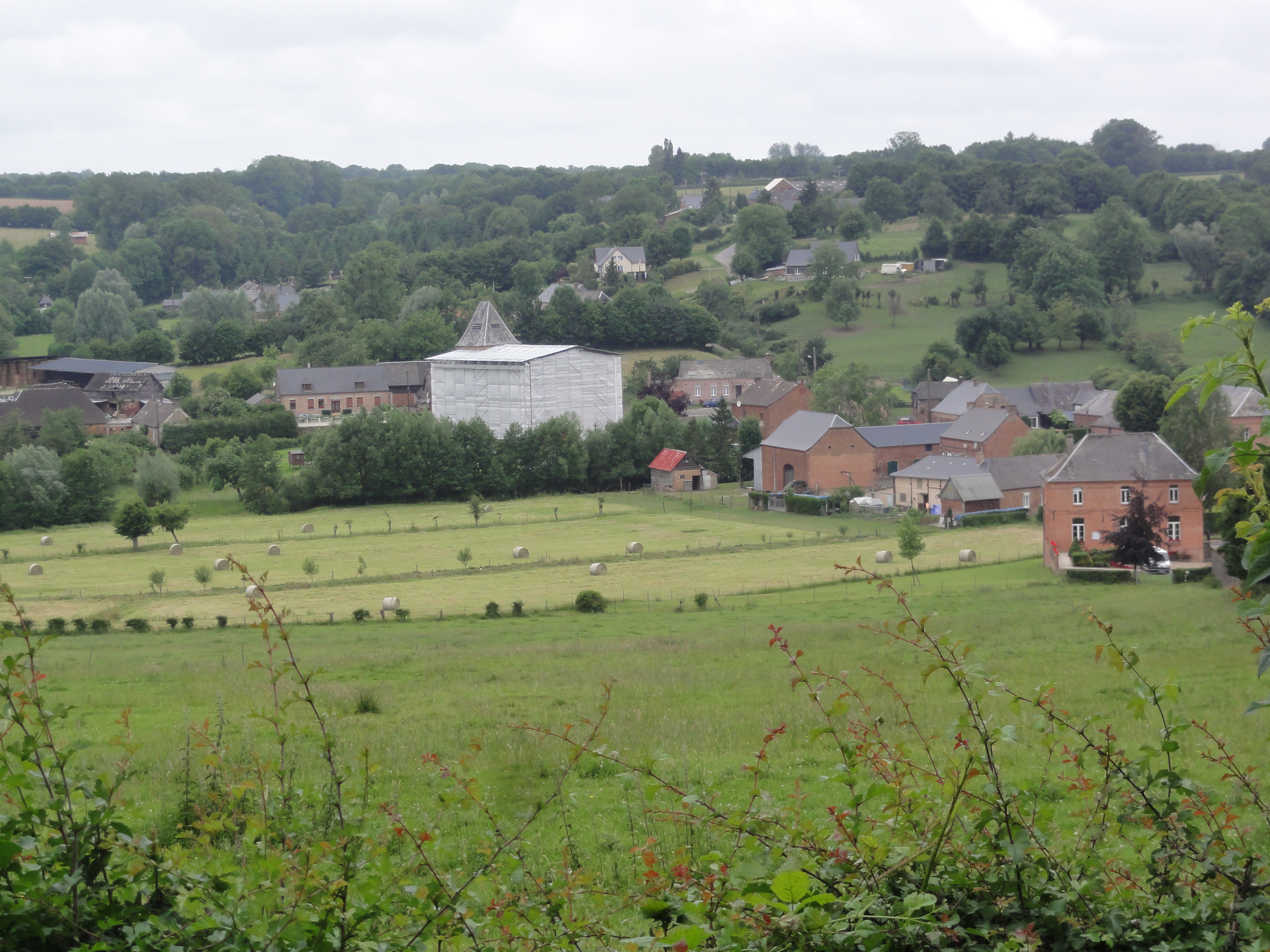
Vue du village de Lerzy en 2014